# Крістін Нореліус
Крістін Нореліус (англ. Kristine Norelius, 26 грудня 1956) — американська академічна веслувальниця.
Олімпійська чемпіонка 1984 року в складі вісімки.